# Puerto Rico en los Juegos Paralímpicos de Río de Janeiro 2016
Puerto Rico estuvo representado en los Juegos Paralímpicos de Río de Janeiro 2016 por cuatro deportistas, tres hombres y una mujer. El equipo paralímpico puertorriqueño no obtuvo ninguna medalla en estos Juegos.